# Compsoptesis rufula
Compsoptesis rufula là một loài ruồi trong họ Tachinidae.